# Grębice
Grębice – część wsi Kaleń, położona w województwie zachodniopomorskim, w powiecie kamieńskim, w gminie Świerzno. 
W latach 1975–1998 Grębice administracyjnie należały do województwa szczecińskiego.